# Сьвенцько
Сьвенцько (пол. Święcko) — село в Польщі, у гміні Клодзко Клодзького повіту Нижньосілезького воєводства.
Населення — 239 осіб (2011).
У 1975-1998 роках село належало до Валбжиського воєводства.

## Демографія
Демографічна структура станом на 31 березня 2011 року:
|          | Загалом | Допрацездатний вік | Працездатний вік | Постпрацездатний вік |
| -------- | ------- | ------------------ | ---------------- | -------------------- |
| Чоловіки | 128     | 28                 | 89               | 11                   |
| Жінки    | 111     | 21                 | 71               | 19                   |
| Разом    | 239     | 49                 | 160              | 30                   |

## Галерея

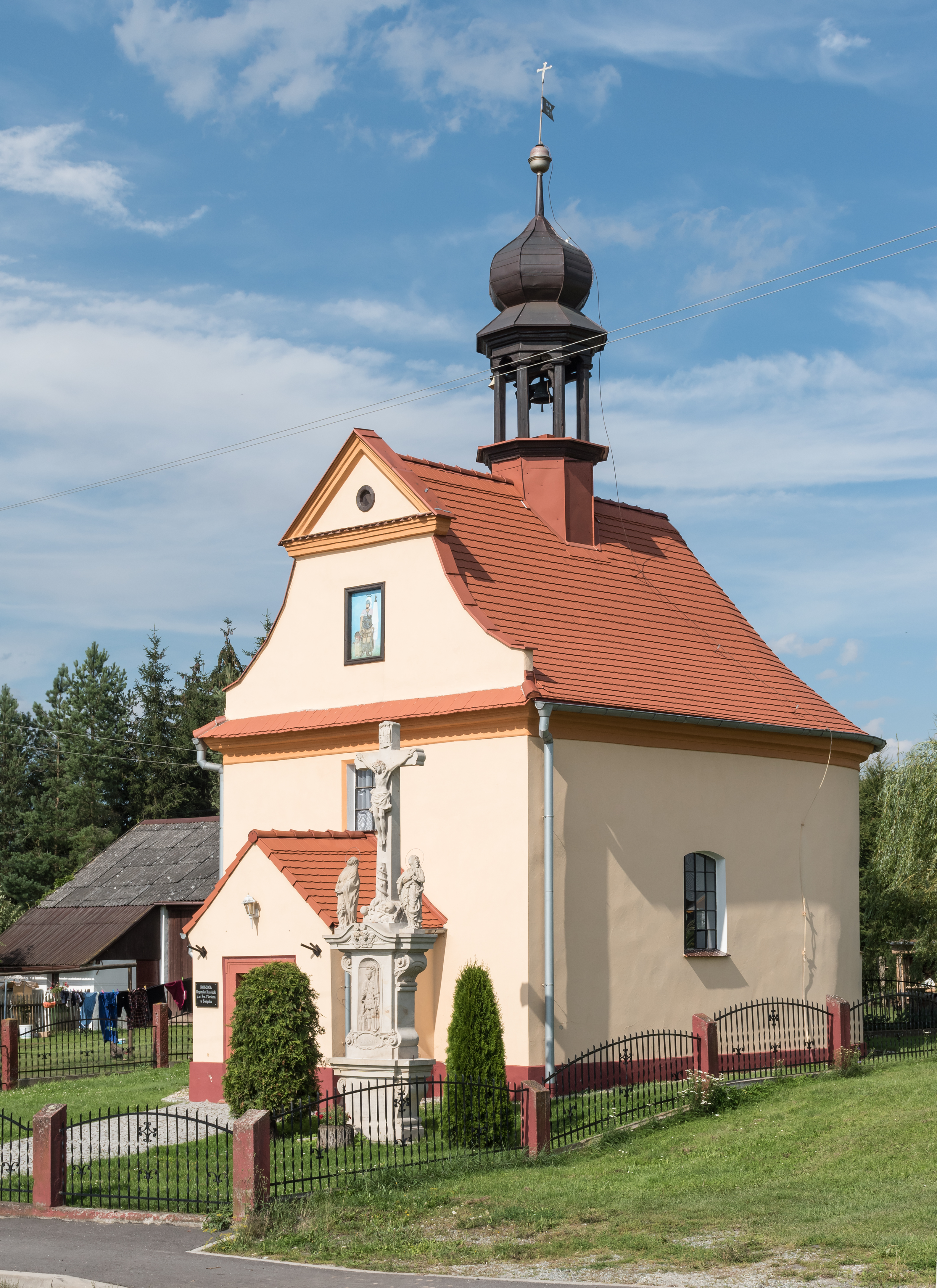
Костел св. Флоріана
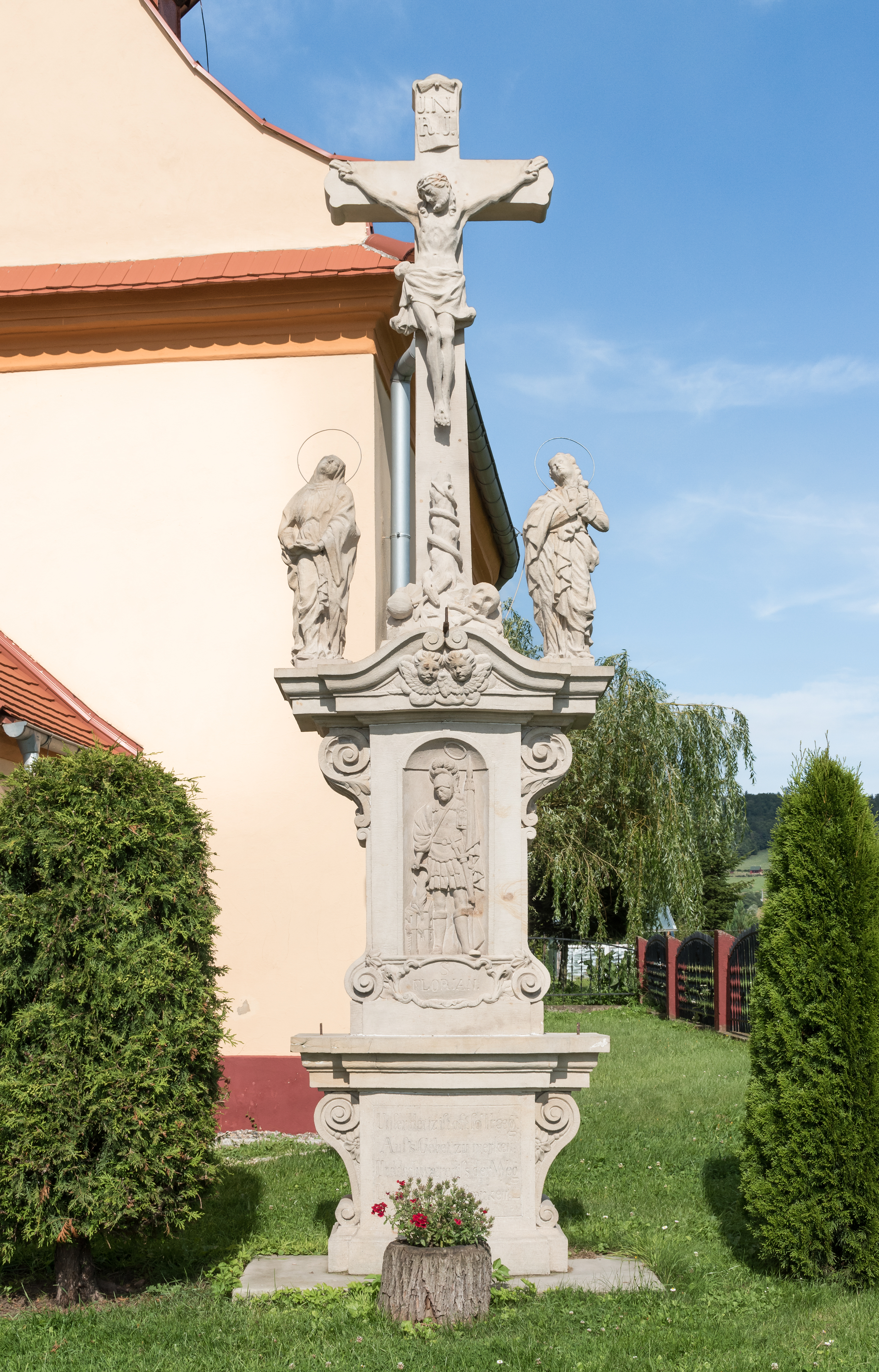
Розп'яття біля костелу
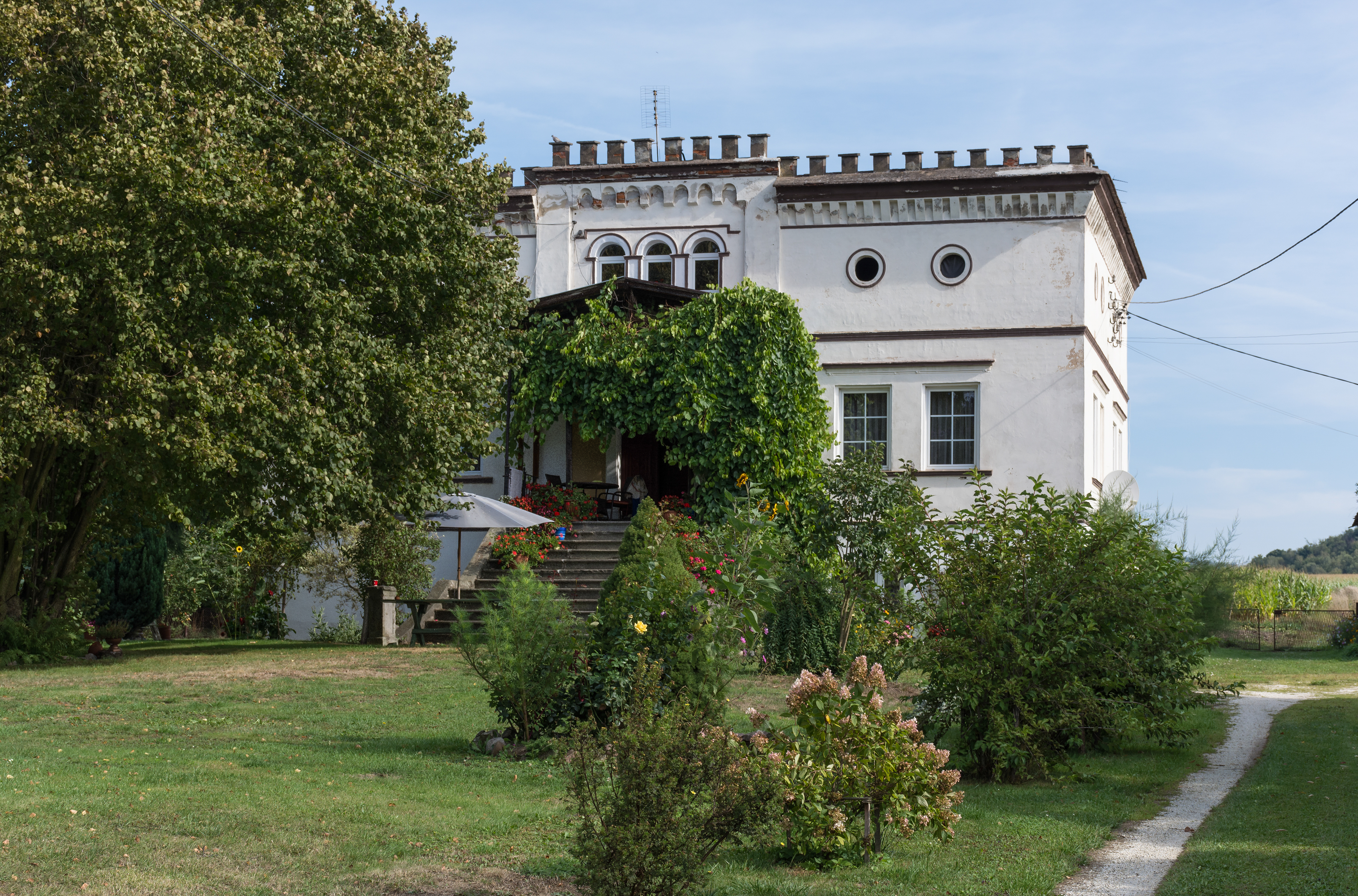
Садиба 19 ст
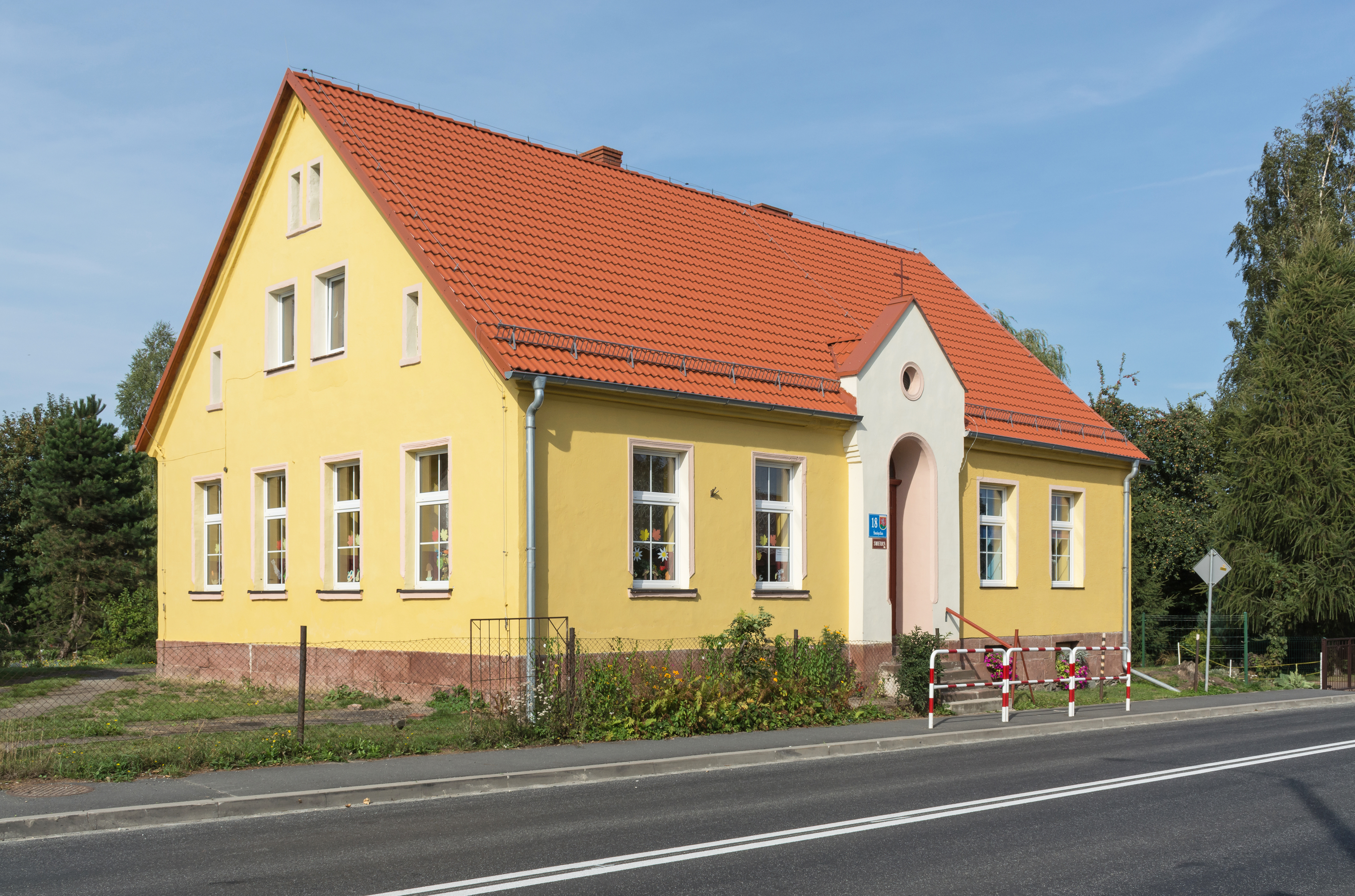
Світлиця (будинок культури)
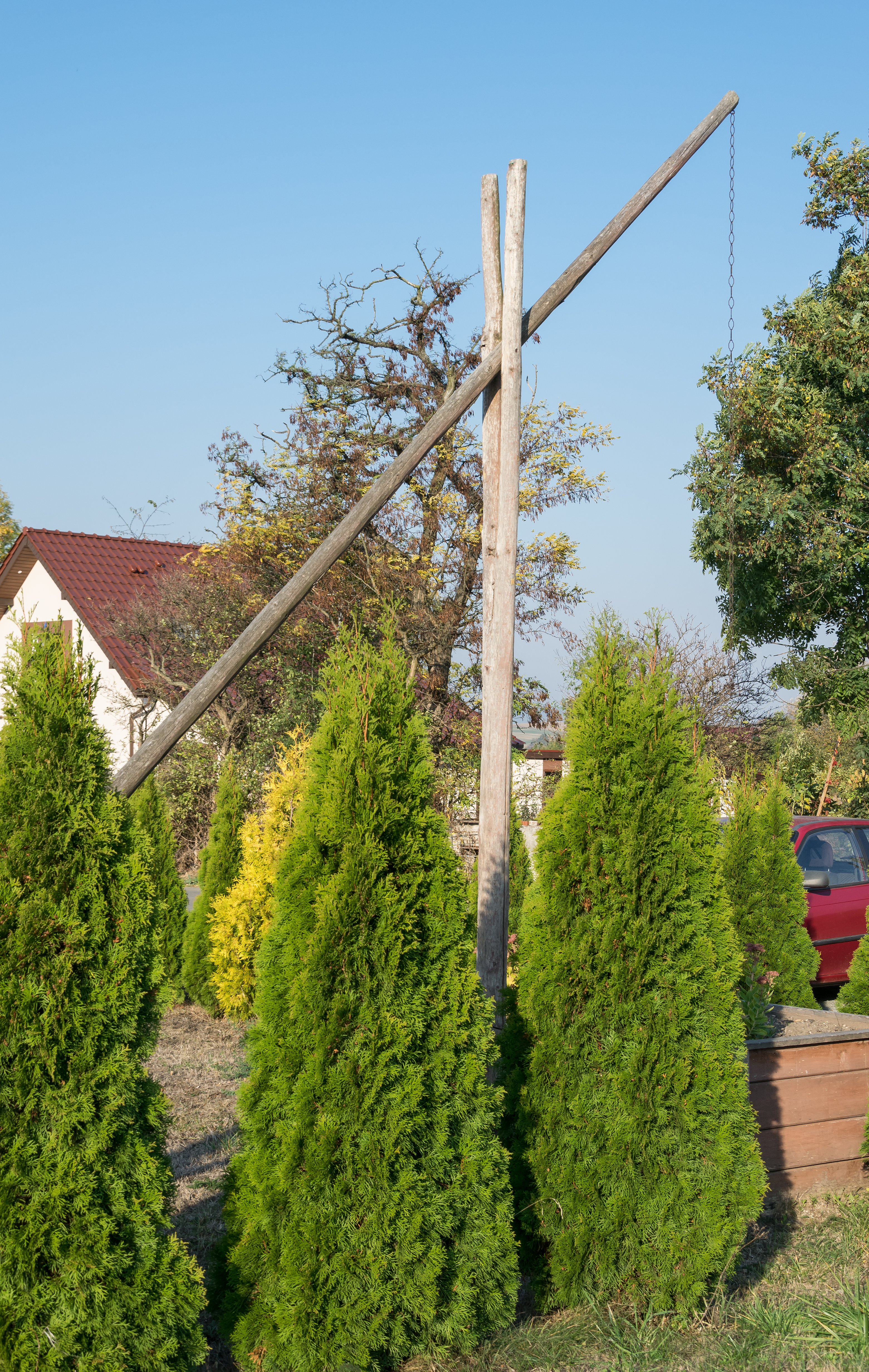
Журавель